# Pismo duhovnikom za veliki četrtek 2005
Pismo duhovnikom za veliki četrtek 2005 (izvirno francosko Lettre du pape Jean-Paul II aux Pretres pour le Jeudi Saint 2005) je pismo, ki ga je napisal papež Janez Pavel II. leta 2005.
V zbirki Cerkveni dokumenti - nova serija je to delo izšlo leta 2005 kot 7. cerkveni dokument (kratica CD NS-7).